# Pierre Lazareff
Pierre Lazareff (París, 16 d'abril de 1907 - Neuilly-sur-Seine, 21 d'abril de 1972) va ser un periodista, empresari de premsa i productor televisiu francès.

## L'home de premsa
Fill d'emigrants jueus russos nacionalitzats francesos, va créixer a Montmartre i continuà els seus estudis al lycée Condorcet. Va crear el seu primer diari als 9 anys i va publicar el seu primer article al quotidià Le Peuple als 14 anys. als 17 anys va editar el seu propi hebdomadari, Illusion.
Proper als artistes de l'època i atret pel món de l'espectacle, es converteix en secretari de Mistinguett, després adscrit a la direcció artística del Moulin Rouge (se'n va ocupar el 1929 dels funerals de Louise Weber, dit La Goulue). Després treballa per a una dotzena d'altres teatres parisencs.
Continua col·laborant amb diversos diaris com L'Écho de Paris. La seva veritable carrera periodística va començar realment el 1925 quan es va convertir en ajudant del cap de la pàgina teatral de Soir i va començar amb Paul Gordeaux una col·laboració de gairebé mig segle a Le Soir, Paris Matinal i Paris Midi. El 1931 fou nomenat cap de redacció de Paris-Soir, títol referent de la premsa francesa de l'època, adquirit i desenvolupat per Jean Prouvost el 1930.
Quan va esclatar la Segona Guerra Mundial el 1940 es va traslladar a Nova York i es va unir a l'Office of War Information. Va ser enviat a Londres per dirigir l'American Broadcasting System In Europe, on dirigeix els programes de ràdio a l'Europa ocupada pel Tercer Reich. Pren al seu servei com a lector de notícies René Lévesque, futur ministre del Quebec. El 1944, va publicar a Nova York De Munich à Vichy. En acabar la guerra torna a França, on va reprendre Défense de la France, periòdic clandestí de la Resistència, i que va rebatejar com a France-Soir, i hi va atraure periodistes coneguts com a Joseph Kessel, Lucien Bodard, Paul Gordeaux o Henri Amouroux.
El 7 de novembre de 1944 apareix el primer numéro de France-Soir amb un doble títol, France-Soir - Défense de la France. En pocs anys es convertirà en el diari més venut a França, amb un tiratge el 1953 d'un milió d'exemplars al dia amb 7 edicions. El seu germà gran, Roger Féral es va unir a ell a France Soir, mentre que la seva dona Hélène Gordon-Lazareff llança el 1945, una revista femenina d'un gènere nou, Elle, que servirà de model per a moltes altres publicacions.
Quan France-Soir fou comprat per Hachette el 1949, Lazareff es va convertir en gerent i directot general de la publicaciço, que coneix a la dècada de 1960 un èxit considerable, arribant a un màxim de 2 milions d'exemplars el 1970. Per fer front a l'absència del diaris dominicals Lazareff crea Le Journal du dimanche el 1949. El 1952 el matrimoni Lazareff s'instal·la al domini de « La Grille Royale» a Louveciennes, on organitzava dinars de diumenge que reunia tot el món polític, artístic i literari.
El 1956, és cridata per llançar una nova fórmula del setmanari France Dimanche, en severament competència amb Paris Match. El 1960, Jean Prouvost li va confiar el llançament del nou setmanari Télé 7 jours, qui va succeir Télé-60. Amb un tiratge de 320.000 exemplars, aquesta revista va sobrepassar el milió d'exemplars el 1963 i els dos milions el 1965, i durant la dècada del 1980 esdevindrà el de més tiratge de la premsa francesa.
Durant la guerra d'Algèria esdevingué un ferm defensor de la llibertat de premsa: quan el periodista Georges Arnaud, qui havia assistit a una conferència de premsa clandestina de Francis Jeanson (xarxa de suport al FLN), va refusar de denunciar les seves, Pierre Lazareff va escriure al president del Tribunal permanent de les forces armades de París i va afirmar: 
| « | Si demà me n'adonés que un periodista d'un diari que jo dirigeixo hagués traït aquesta confiança i, per tant, la nostra ètica professional, jo ho consideraria una falta greu i el despatxaria immediatament. | » |

## L'home de televisió
Veritable pioner de l'actual televisió francesa, Pierre Lazareff és a l'origen de la primera emissió televisada d'informació i reportatges, Cinq colonnes à la une, que va produir amb Pierre Desgraupes, Pierre Dumayet i Igor Barrère i que fou difosa per primer cop el 9 de gener de 1959. Hi va aplicar durant 10 anys la mateixa recepta que als empleats de France Soir.
Tot continuant la seva activitat en la premsa escrita, Lazareff va ajudar Mag Bodard, esposa de Lucien Bodard amb qui va tenir una relació en la seva activitat com a productora de cinema. Li va presentar el director Jacques Demy, amb qui produirà Els paraigües de Cherbourg, Les senyoretes de Rochefort i Peau d'âne.
És el padrí del fill de Brigitte Bardot i del fill de Paul Gordeaux. Quan va morir el 1972, el món de la premsa, que el coneixia com a « Pierrot les Bretelles », li va retre un homenatge unànime.

## Homenatges
És sebollit al Cementiri del Père-Lachaise (Seteba divisió). El 1988 va rebre el seu nom la plaça Pierre-Lazareff al centre de la rue Réaumur i des de 1994 l'allée Pierre-Lazareff al 2n districte de París. Tots dos es troben davant de l'edifici històric de France Soir.